# Distretto di Bindura
Il distretto di Bindura è uno dei 7 distretti che compongono la provincia del Mashonaland Centrale, in Zimbabwe. Ha una popolazione di circa 169.841 abitanti e una superficie di 2261,97 Km², il suo capoluogo è Bindura che è anche il capoluogo di provincia

## Demografia
| Anno (Censimento) | Popolazione     |
| ----------------- | --------------- |
| 2002              | 108.594         |
| 2012              | 125.219 (+1,4%) |
| 2022              | 169.841 (+3,2%) |